# Джандоменіко Сальвадорі
Джандоменіко Сальвадорі (8 жовтня 1992 , Фельтре, Венето ) — італійський лижник. Учасник зимових Олімпійських ігор 2018.

## Результати за кар'єру
Усі результати наведено за даними Міжнародної федерації лижного спорту.

### Олімпійські ігри
| Рік  | Вік | 15 км індивідуальні пер. | 30 км скіатлон | 50 км мас-старт | Спринт | 4 × 10 км естафета | Командна першість спринт |
| ---- | --- | ------------------------ | -------------- | --------------- | ------ | ------------------ | ------------------------ |
| 2018 | 25  | —                        | 26             | 16              | —      | 7                  | —                        |

### Чемпіонати світу
| Рік  | Вік | 15 км індивідуальні пер. | 30 км скіатлон | 50 км мас-старт | Спринт | 4 × 10 км естафета | Командна першість спринт |
| ---- | --- | ------------------------ | -------------- | --------------- | ------ | ------------------ | ------------------------ |
| 2017 | 24  | 21                       | 10             | —               | —      | 8                  | —                        |
| 2019 | 26  | —                        | 16             | 26              | —      | 10                 | —                        |
| 2021 | 28  | DNS                      | 24             | —               | —      | —                  | —                        |

### Кубки світу

#### Підсумкові місця в Кубку світу за роками
| Сезон | Вік | Місце в дисципліні | Місце в дисципліні | Місце в дисципліні | Місце в Скі Тур | Місце в Скі Тур | Місце в Скі Тур | Місце в Скі Тур   | Місце в Скі Тур |
| Сезон | Вік | Загалом            | Дистанція          | Спринт             | Nordic Opening  | Тур де Скі      | Скі Тур 2020    | Фінал Кубка світу | Скі Тур Канада  |
| ----- | --- | ------------------ | ------------------ | ------------------ | --------------- | --------------- | --------------- | ----------------- | --------------- |
| 2016  | 23  | 68                 | 42                 | НК                 | —               | 27              | Н/Д             | Н/Д               | 39              |
| 2017  | 24  | 88                 | 63                 | НК                 | 66              | 28              | Н/Д             | 30                | Н/Д             |
| 2018  | 25  | 51                 | 33                 | НК                 | 36              | НФ              | Н/Д             | 20                | Н/Д             |
| 2019  | 26  | 83                 | 54                 | НК                 | 48              | 35              | Н/Д             | 53                | Н/Д             |
| 2020  | 27  | 63                 | 46                 | НК                 | 53              | 29              | 37              | Н/Д               | Н/Д             |
| 2021  | 28  | 63                 | 45                 | НК                 | 36              | 35              | Н/Д             | Н/Д               | Н/Д             |